# Mackinnonwürger
Der Mackinnonwürger (Lanius mackinnoni) ist ein Vogelart der Gattung Lanius aus der Familie der Würger (Laniidae).
Der Mackinnonwürger ist ein mittelgroßer stark kontrastierend grau–schwarz–weiß gezeichneter Würger mit deutlicher schwarzer Gesichtsmaske und relativ langem Schwanz. Er kommt in zwei voneinander weiträumig getrennten großen Verbreitungsgebieten im westlichen Äquatorialafrika und im äquatornahen Zentralafrika vor. Die Art ist etwas stärker an feuchte Waldsavannen gebunden als andere afrikanische Würgerarten, zeigt aber insgesamt eine recht große Habitatstoleranz.
Lanius mackinnoni ist ein Ansitzjäger, der sich vornehmlich von Wirbellosen und nur gelegentlich von kleinen Wirbeltieren ernährt. Die Art ist Standvogel und verlässt das einmal gewählte Brutrevier kaum.
Trotz der weiträumigen Trennung der beiden Verbreitungsgebiete werden keine Unterarten unterschieden. Der São-Tomé-Würger wird als Schwesterart aufgefasst.
Der Mackinnonwürger ist gebietsweise nicht selten. Die IUCN stuft seine Bestandssituation mit (LC = least concern/ungefährdet) ein.
Wie die meisten afrikanischen Würgerarten ist auch der Mackinnonwürger nur unzureichend erforscht.

## Aussehen

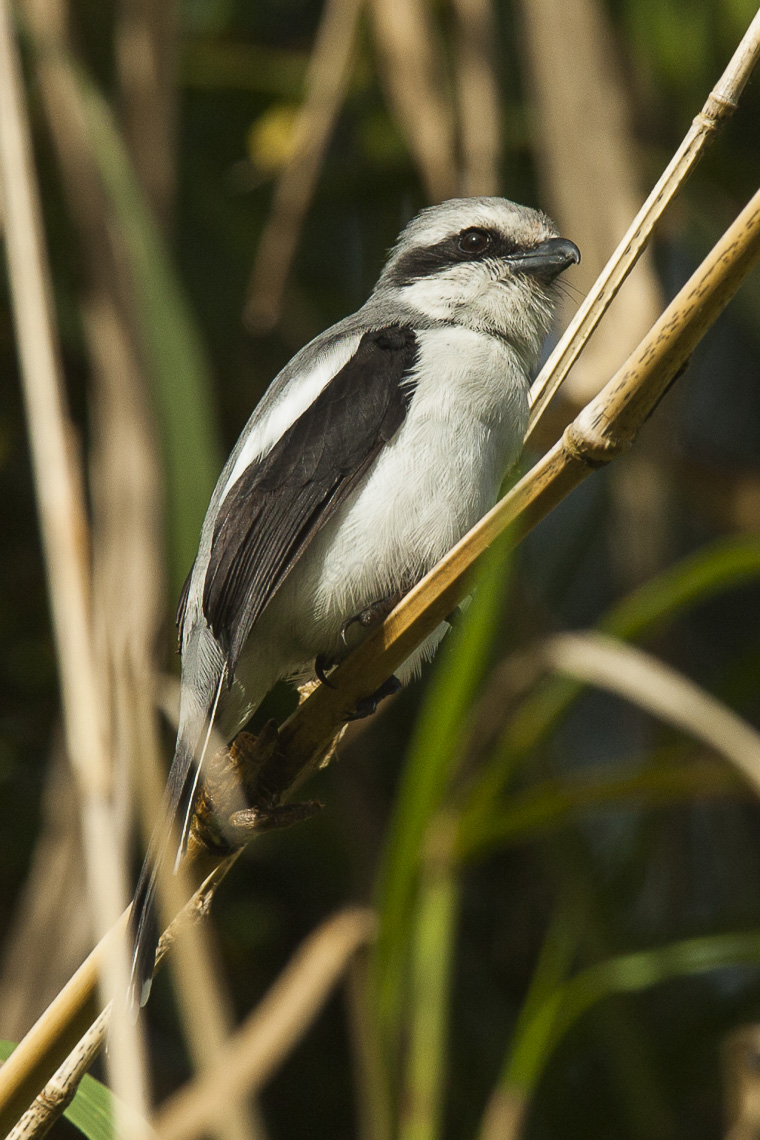
Adulter Mackinnonwürger

Der Makinnonwürger ist etwa 20 Zentimeter groß. Auf den Schwanz entfällt davon ungefähr die Hälfte. Sein Gewicht liegt bei 36 Gramm. Es besteht offenbar kein Größen- oder Gewichtsdimorphismus. Kennzeichnend sind der graue Kopf, die stark mit den schwarzen Flügeln kontrastierende weiße Schulterpartie, sowie die schwarze, nicht die Stirn bedeckende Gesichtsmaske. Der Mackinnonwürger zählt zu den Würgerarten, die kein weißes Flügelfeld aufweisen. In seinem Lebensraum kommen einige andere Vertreter der Gattung sowie durchziehende europäische Migranten vor. Am leichtesten ist er mit dem Nördlichen Fiskalwürger zu verwechseln, mit dem der regional gemeinsam vorkommt. Dieser ist aber auf der Oberseite schwarz, ist schlanker, hat immer einen weißen Flügelspiegel und niemals einen weißen Überaugenstreif.
Oberkopf, Scheitel und Nacken sind schiefergrau. Von der oberen Schnabelbasis verläuft ein feiner weißer, oft etwas gewellter Überaugenstreif bis hinter die Augen. Er begrenzt die sich im Bereich der Ohrdecken wesentlich verbreiternde, schwarze Gesichtsmaske. Mantel und Rücken sind ebenfalls schiefergrau, Bürzel und Oberschwanzdecken merklich heller. Die Schultern sind rein weiß. Die Schwingen sind schwarz, nur im Bereich des Flügelbugs können weiße Federzeichnungen auftreten. Der gestufte Schwanz ist schwarzbraun. Bis auf das Mittelpaar sind alle Schwanzfedern in der Endregion unregelmäßig weiß getropft. Die gesamte Unterseite ist weiß oder matt weiß. Der Schnabel und die Beine sind schwarz, die Iris dunkelbraun. Die Weibchen sind bis auf eine rotbraune oder kastanienbraune, oft bauschige Federpartie an den Flanken gleich gefärbt.
Jungvögel zeigen eine dunkelbraune, besonders im Bereich der Ohrdecken deutliche Gesichtsmaske. Der Überaugenstreif ist verwaschen weiß und nur vage wahrnehmbar. Die Oberseite ist auf graubraunem Grund dicht und eng dunkelbraun gewellt; die Unterseite ist schmutzig weiß und ebenfalls dunkel gewellt. Die weiße Schulterfärbung der Adulten ist angedeutet. Der Schwanz ist schwarzbraun, Augen, Beine und Schnabel sind etwas heller als bei ausgefärbten Individuen.

### Mauser
Art und Ablauf der Mauser sind nur unzureichend bekannt. Wahrscheinlich gibt es eine nachbrutzeitliche Gesamtmauser vor allem im August. Möglicherweise werden die Schwanzfedern gesondert vermausert.

## Lautäußerungen
Die Art verfügt über ein breites Repertoire verschiedener Alarm- und Aggressionsrufe, deren situationsbedingte Bedeutung nicht erforscht ist. Häufig sind würgertypische kreischende, raue, krächzende Rufe sowie kurze und längere Pfiffe zu hören. Der Gesang ist ein eher leises, in Abschnitten melodiöses Zwitschern, in das unterschiedliche Stimm- und Geräuschimitationen sowie gepresste Laute und Pfiffe eingebettet sind.

## Verbreitung und Lebensraum

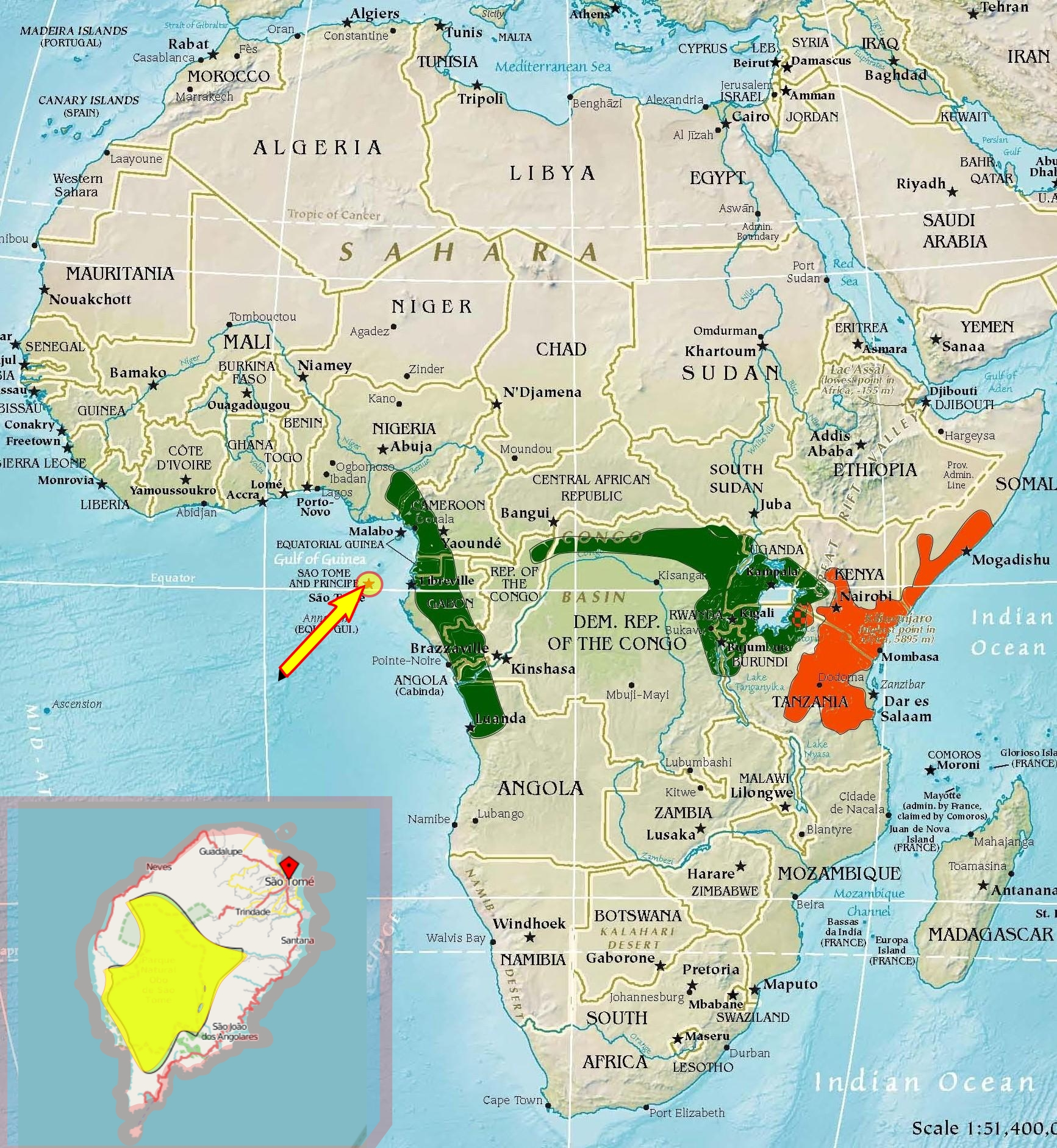
Verbreitung des Langschwanzwürgers, des Makinnonwürgers und des São-Tomé-Würgers
orange: Langschwanzwürger
grün: Makinnonwürger
gelb: São-Tomé-Würger (Pfeil und kleine Karte links unten)

Die Art kommt in zwei großen, voneinander weiträumig getrennten Verbreitungsgebieten im westlichen sowie im zentralen Afrika nördlich und südlich des Äquators vor. Das westliche Verbreitungsgebiet erstreckt sich als relativ schmales Band vom südöstlichen Nigeria, dem westlichen Kamerun, über fast ganz Äquatorialguinea, das zentrale Gabun, den Südwesten der Republik Kongo bis in den Nordwesten von Angola. Im zentralen und östlichen Afrika ist der Makinnonwürger vom Nordosten der Republik Kongo, den Norden der Demokratischen Republik Kongo, Süduganda und Nordtansania bis in den Westen Kenias verbreitet.

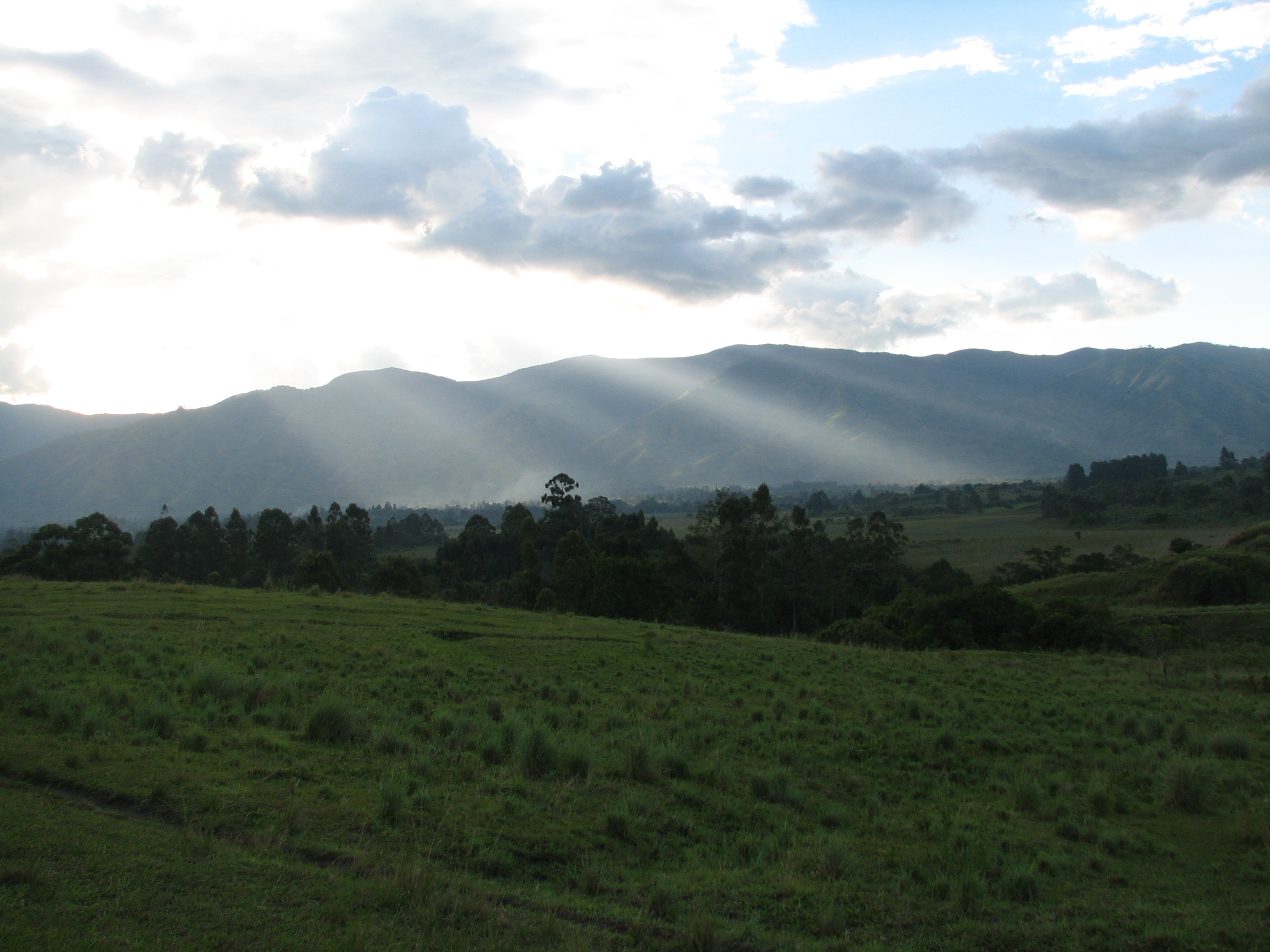
Offene, baum- und buschbestandene Landschaften mit tropisch-feuchtem Klima wie in den Vorbergen des Ruwenzori–Gebirges sind der Lebensraum der Art.

Trotz relativ großer Habitatstoleranz ist der Makinnonwürger eine Art stark strukturierter, relativ feuchter Mosaiklandschaften, mit einer stärkeren Vorliebe für baumbestandene Landschaftstypen, als dies die meisten anderen Würgerarten zeigen. Er ist Brutvogel in Baumsavannen und lockeren baum- und buschbestandenen Grassavannen und kommt am Rande dichterer Wälder sowie auf Waldlichtungen, in nachwachsenden, noch offenen Sekundärwäldern, in Kaffeeplantagen, sowie auf baumbestandenen oder mit Büschen begrenzten, agrarisch genutzten Gebieten und in großen Gärten und Parks vor. Dichte, geschlossene Wälder sowie sehr trockene Gebiete werden nicht besiedelt. Die Art ist vom Meeresniveau bis in Höhen von über 3000 Metern als Brutvogel verbreitet. Die höchstgelegenen Brutplätze wurden im Ruwenzori-Gebirge festgestellt.
Angaben zur Siedlungsdichte sind nicht verfügbar; die Größen der Territorien variieren zwischen einem und 6 Hektar.

## Biologische Details

### Nahrungserwerb und Nahrung
Wie fast alle Arten der Gattung ist auch der Mackinnonwürger ein Ansitzjäger. Er beobachtet von Warten, die meist in Höhen zwischen 2 und 5 Metern liegen aus den Boden der unmittelbaren Umgebung und sucht ihn nach geeigneten Beutetieren ab. Als Warten können alle Ansitze in geeigneter Höhe dienen: meist sind es Außenäste von Büschen oder Bäumen, aber auch Termitenhügel, Strommasten, Leitungsdrähte oder Weidezäune werden genutzt. Bei anderen Würgern dieser Größe ist der Jagderfolg innerhalb eines Radius von 10 Metern am größten. Erspäht er ein Beutetier, gleitet er vom Ansitz und schlägt es am Boden, wo kleinere Beutetiere auch sofort verzehrt werden; größere trägt er zum Ansitz zurück und zerlegt sie dort, oder er spießt sie auf einem seiner Spießplätze auf. Fluginsekten werden bei Massenauftreten in der Luft erbeutet. Bei kühler Witterung, wenn nur wenige Insekten am Boden unterwegs sind, liest er Beutetiere von Blättern, Baumstämmen oder Ästen ab.
Insekten, vor allem Käfer, Heuschrecken, Schmetterlingsraupen, Ameisen, Termiten und Wanzen machen den Hauptteil der Nahrung aus; weniger häufig werden andere Wirbellose, wie Würmer und Spinnentiere gefressen. Wanderameisen  können kurzfristig zur Hauptnahrung werden. Bei Gelegenheit erbeutet der Makinnonwürger auch Mäuse, kleine Singvögel und ihre Nestlinge sowie Frösche und Geckos.

### Brutbiologie
Die Brutzeiten der Westpopulationen liegen zwischen September und April, die der Vögel des östlichen Verbreitungsgebietes zwischen Februar und August. Die Art brütet meist zweimal im Jahr. Das Nest ist mit einem Außendurchmesser von bis zu 110 Zentimetern verhältnismäßig groß. Es liegt meist versteckt in einem Dornbusch, nicht allzu hoch. Das Gelege besteht aus 2 – 3 cremefarbenen Eiern, die vielfältig gelbbräunlich und violett gesprenkelt sind. Weitere Informationen sind nicht verfügbar.

## Systematik
Die Art wurde 1891 vom englischen Ornithologen Richard Bowdler Sharpe erstbeschrieben. Das Typusexemplar stammt aus dem westlichsten Kenia. Benannt wurde die Art nach dem schottischen Militärarzt und Kolonialbeamten Dr. Archibald Donald MacKinnon.
Die verwandtschaftliche Einordnung der Art innerhalb der Gattung ist nicht restlos geklärt. Wahrscheinlich ist der São-Tomé-Würger die Schwesterart und die Würger aus dem Lanius collaris – Komplex sowie der Rostmantelwürger zählen zu den nächsten Verwandten. Es werden keine Unterarten anerkannt. Die beschriebene Unterart L. m. zenkerianus aus dem südlichen Kamerun ist nicht valide.

## Bestand und Bedrohung
Die Art wird in keiner Gefährdungsstufe geführt. Zumindest lokal scheint sie nicht selten zu sein. Wie sich die großflächigen Abholzungen, die sich in den Brutgebieten der Art ereignen, auf den Bestand auswirken, ist zurzeit nicht absehbar. Möglicherweise werden dadurch neue Lebensräume geschaffen.